# Yaser Hacımustafaoğlu
Yaser Hacımustafaoğlu (* 14. Oktober 1991 in Of) ist ein türkischer Fußballspieler.

## Karriere

### Verein
Hacımustafaoğlu begann mit dem Vereinsfußball in der Jugend von Kartalspor und erhielt hier im 2007 einen Profivertrag. Nachdem er die erste Saison beim Istanbuler Viertligisten Küçükçekmecespor verbracht hatte, kehrte er zu Kartalspor zurück. Zur Saison 2009/10 wechselte er zum Erstligisten Kayserispor. Hier blieb er eine Saison ohne Pflichtspieleinsatz und wurde anschließend an den Zweitligisten Karşıyaka SK ausgeliehen. Auch bei diesem Klub blieb er eine Spielzeit lang ohne Pflichtspieleinsatz.
Im Sommer 2010 wechselte Hacımustafaoğlu zum Viertligisten Van Belediyespor und eine Saison später zum Drittligisten Anadolu Selçukluspor. Bei Letzterem gelang es ihm, sich als Stammspieler zu etablieren. So absolvierte er in zwei Saisons 45 Ligaspiele und erzielte dabei 12 Tore.
Zur Saison 2014/15 wechselte er zum Ligarivalen 1461 Trabzon, einem Verein seiner Geburtsprovinz Trabzon. Am Ende der Drittligasaison 2014/15 konnte er mit seinem Verein die Play-offs der Liga gewinnen und damit den direkten Wiederaufstieg erreichen. Hacımustafaoğlu war mit 14 Ligatoren der erfolgreichste Torschütze seiner Mannschaft.

### Nationalmannschaft
Hacımustafaoğlu durchlief ab der türkischen U-17-Nationalmannschaft bis zur U-20-Nationalmannschaft alle Jugendnationalmannschaften seines Landes.

## Erfolge
Mit 1461 Trabzon
- Play-off-Sieger der TFF 2. Lig und Aufstieg in die TFF 1. Lig: 2014/15